# Солтанмырадов, Солтанмырат Акмаммедович
Солтанмыра́т Акмамме́дович Солтанмыра́дов (туркм. Soltanmyrat Akmämmedowiç Soltanmyradow) — туркменский государственный деятель, бывший хяким Ахалского велаята. Вступил в должность 29 июля 2024 года. До этого занимал должность хякима Дашогузского велаята и Бахерденского этрапа Ахалского велаята, а также делопроизводителя хякимлика Ахалского велаята.
7 февраля 2025 года был отстранён с должности.